# Service de documentation extérieure et de contre-espionnage
Service de documentation extérieure et de contre-espionnage (SDECE, česky Služba zahraniční dokumentace a kontrašpionáže) je bývalá francouzská tajná služba. Vznikla v roce 1945 jako nástupkyně DGER, zrušena byla v roce 1982.

## Vznik
SDECE vznikla neoficiálně v srpnu 1945, oficiálně pak byla ustavena dekretem Ministerské rady 28. prosince 1945. Dekret byl vyhlášen 4. ledna 1946.
Posláním SDECE bylo vyhledávat v cizině veškeré zprávy a dokumentaci hodící se k informaci vlády a vyhledávat a ohlašovat příslušným úřadům agenty cizích mocností, jejichž činnost by mohla poškozovat národní obranu nebo bezpečnost státu. Poslání SDECE nepřipouští jakýkoliv průzkum týkající se území pod francouzskou svrchovaností.

## Struktura SDECE
- Služba 6 - dobrovolní informátoři
- Služba 7 - nelegální operace
- Služba 15 - spojení, šifrovací služba, administrativa
- Služba 19 - školicí středisko
- Služba 22 - centrální kartotéka, analýzy a třídění zpráv
- Služba 23 - kontrašpionáž a ochrana SDECE před pronikáním agentů cizích rozvědek
- Služba 25 - zpravodajská služba, speciální operace, politická akce
- Služba 27 - oddělení zaměřené na uprchlíky z Východu
- Služba 28 - výzkum, technické služby, odposlech
- Služba 29 - úderná komanda, přepadové oddíly, polovojenské infiltrace, služba Akce, 11. úderný prapor.
- ELA/56 - letecké spojení

V roce 1971 došlo k reorganizaci, při které se struktura SDECE změnila:
SDECE byla nadále řízena Generálním ředitelem (Generální ředitelství). Pod GŘ spadaly:
- Styky se zahraničím
- Ředitelství zpravodajství (Technické prostředky, konvenční prostředky, Výhledové hodnocení orientace, Kontrašpionáž, Oddělení zvláštních operací)
- Ředitelství infrastruktury a prostředků (Vojenský personál, Civilní personál, Finance, Vzdělávání, Materiál a Infrastruktura, Všeobecné služby)
- Bezpečnost

## Sféry zájmu
SCEDE se zaměřovala především na země v okruhu mocenských zájmů Francie a v oblastech, kde měla v minulosti své kolonie; Indočína, Alžírsko (po uznání nezávislosti v roce 1962 na aktivity Organizace tajné armády), střední Afrika. V době tzv. Studené války to byly i země východního bloku.
V období de Gaullovi snahy o velmocenskou nezávislost Francie se SCEDE snažila podkopat pozici USA a Velké Británie a podporovala francouzský separatismus v Québeku.

## Operace
- Druhá polovina 40. let 20. století - získávání bývalých nacistických vědců a špiónů do francouzských služeb
- 1947 - podpora jihoamerických politiků stavějících se nepřátelsky proti americké přítomnosti v regionu ( Allende, Perón)
- Válka v Indočíně - propagandistický a diverzní boj proti jednotkám Viet Minhu, vytváření vojenských jednotek z místního obyvatelstva (Seskupení smíšených výsadkových komand (GCMA))[1], dešifrování kódů.
- 1956 - Suezská krize, zpravodajské pokrytí britsko-francouzsko-izraelské vojenské akce proti Egyptu, pokusy o zavraždění Násira[2]
- 1958 - společně s čínskou rozvědkou Te Wu zmařila pokus CIA o svržení Norodoma Sihánuka v Kambodži[3]
- Alžírská válka - získávání informací o alžírské Frontě národního osvobození (FNL), vyzbrojování protipovstaleckých skupin, dezinformační kampaně
  - Operace Modrota - prostřednictvím známých agentů pracujících pro FNL zasetí nedůvěry mezi vůdčí osobnosti FNL, operace byla úspěšná a měla za následek likvidaci až několika tisíc nevinných příslušníků FNL jejich vlastní kontrarozvědkou,
  - Operace Rudá ruka - likvidaci transportů zbraní určených pro FNL a zastrašování či přímou likvidaci obchodníků se zbraněmi (např. německý obchodník Georg Puchert byl zabit v roce 1959 nastraženou výbušninou či Marcel Leopold zabitý otrávenou šipkou v roce 1959 v Ženevě)[4].
- 60. léta 20. století - boj proti dekolonizačním snahám v Africe či nastolování profrancouzských režimů (Guinea, Gabon, Republika Kongo, Kamerun, Nigérie)
- 70. léta 20. století - organizování převratů v Africe (Čad, Angola, Guinea-Bissau (bývalá Portugalská Guinea, spolupráce s portugalskou tajnou službou PIDE), Středoafrická republika, Libye)

## Aféry
- Kšeftování s piastry (oficiální měnou platící na území obsazeném Viet Minhem, využívalo se rozdílných kurzů piastru a franku vůči dolaru ve Vietnamu a ve Francii)[5]
- Obchod s opiem (získávání prostředků pro boj proti Viet Minhu)[6]
- Aféra Ben Barka - v roce 1962 byl unesen a zavražděn marocký opoziční vůdce Ben Barka, SDECE se na této vraždě podílela. De Gaulle této aféry využil pro reorganizaci francouzských tajných služeb, SCEDE byla převedena pod kontrolu ministerstva obrany.
- Podpora québeckých organizací usilujících o odtržení Québecku od Kanady[7].
- Aféra Markovičová - SDECE byla obviněna, že někteří její agenti sbírali kompromitující materiály o manželce prezidenta Georgese Pompidoua. V rámci této aféry byla zavražděna jugoslávská osobní strážkyně A. Delona Markovičová (zároveň dobrovolná informátorka SDECE). Nový ředitel Marenches využil tuto aféru k čistce, při níž bylo řady SDECE nuceno opustit až 800 zaměstnanců. Tato doba je zároveň považována za začátek sbližování s CIA a odklon od gaullistického antiameikanismu[8].

## Ředitelé
V čele SDECE stál generální ředitel
- André Dewavrin (alias plukovník Passy) 1945 - 1946
- Henri-Alexis Ribiére 1946 - 1951
- Pierre Boursicot 1951 - 1957
- generál Paul Grossin 1957 - 1962
- generál Paul Jacquier 1962 - 1966
- generál Eugene Guibaud 1966 - 1970
- Alexandre de Marenches 1970 - 1981
- Pierre Marion 1981 - 1982

## Zánik
SDECE byla 4. dubna 1982 oficiálně prezidentem Mitterrandem zrušena (pro neúspěšnost a nevalnou pověst) a nahrazena DGSE.